# Rudolf Felder
Pour les articles homonymes, voir Felder.

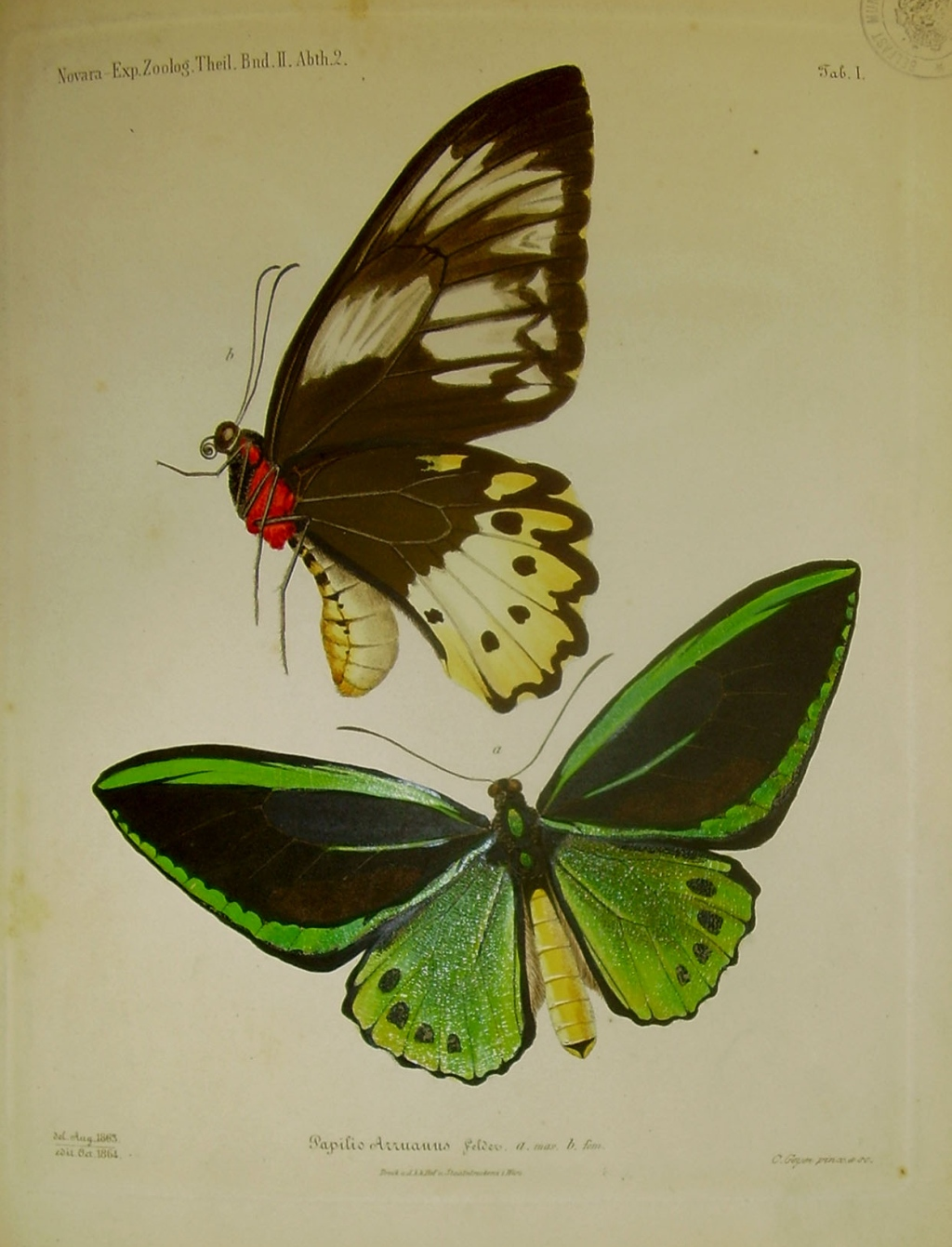
Planche issue de Reise Fregatte Novara

Rudolf Felder (2 mai 1842 à Vienne, 29 mars 1871, Vienne) est un juriste et un entomologiste autrichien. Il s'est intéressé principalement aux lépidoptères, en accumulant avec son père, le baron Cajetan von Felder, une énorme collection, aujourd'hui au Muséum d'histoire naturelle de Vienne et au Muséum d'histoire naturelle de Londres. Il meurt à l'âge de vingt-huit ans.

## Œuvres
- avec Cajetan von Felder, Lepidopterologische Fragmente, in: Wiener Entomologische Monatschrift 3: pp. 390–405. (1859)

- Lepidopterorum Amboinensium a Dre L. Doleschall annis 1856 - 1868 collectorum species novae, diagnostibus collustratae, in: Sitzungsberichten der k. Akademie der Wissenschaften zu Wien  (1860 ou 1861).

- avec Cajetan von Felder et Alois Friedrich Rogenhofer, 'Reise der österreichischen Fregatte Novara um die Erde [Voyage de la frégate autrichienne Novara autour du monde], in: Zool. Theil., Vol. 2, Part 2. Lepidoptera. (Vienne.) (1865).